# Szilszakáll
Szilszakáll, sindarin nyelven Fangorn J. R. R. Tolkien A Gyűrűk Ura című regényének egyik ent szereplője.
Szilszakáll ent, a legősibb a Fangorn erdőben, ami róla kapta nevét. Az entekre jellemzően barátságos természetű, és soha nem siet el semmit, azonban ha felbosszantják, az ereje pusztító. A Gyűrűk Ura A két torony című kötetében szerepel először Szilszakáll: Trufa és Pippin a Fangorn erdőbe menekülnek az őket fogva tartó urukok elől, ekkor találkoznak az enttel. A két hobbitról először azt gondolja Szilszakáll, hogy orkok, de végül elhiszi Trufának és Pippinnek, hogy hobbitok a Megyéből. Szilszakáll összehívta az enttanácsot, ami három napig tartott. A tanács úgy határoz, hogy Trufát és Pippint elfogadják hobbitnak, Vasudvard ellen pedig támadást rendelnek el. 
Szilszakállnak sikerült megtisztítania Vasudvardot, azonban Orthancot nem tudta elfoglalni, így Szarumán benn ragadt a toronyban. A király visszatérben ismét találkozunk Szilszakállal. Az ent Vasudvardban vigyázott a rendre, és arra, hogy Szarumán ki ne szökjön Orthancból. Azonban a mágusnak sikerül őt meggyőznie arról, hogy már semmi rosszat nem tud tenni, ezért az ent szabadon engedi őt.
Szilszakáll Peter Jackson A Gyűrűk Ura című filmtrilógiájában is szerepel, ahol zöld, fához hasonlító, magas lényként ábrázolták. Egy emelőszerkezet és számítógép-animáció kombinációjával hozták létre, hangja John Rhys-Davies, magyar hangja Tolnai Miklós volt.

## Személyisége
Szilszakáll türelmes, soha semmit nem siet el. Senkit nem ítél el előre, azonban előítélettel viseltetett a hobbitok iránt, mert nem tudta, micsodák, ezért orkoknak nézte őket. Nagyon feldühítik Szilszakállt, ha kivágják a fákat a Fangorn erdőben, és bár csak lassan lehet kihozni sodrából, ha egyszer feldühítették, nehezen higgad csak le. Hatalmas pusztítást képes végezni, azonban csak lassan döbben rá erejére, mert akárcsak bármely ent, Szilszakáll is alapvetően békés természetű. Szarumán árulása nagyon feldühítette őt, és elkeseríti, hogy az erdők egyre fogynak. Nagyon hiányoznak neki az ent-asszonyok, akiket az entek a másodkorban vesztettek el. Nem szereti azokat, akikről feltételezi, hogy bánthatják a fákat: például nem szívesen engedte volna be Gimlit, mert fejszét hord, egészen addig, amíg Legolas meg nem győzte arról, hogy a törp csak orkokat öl fejszéjével.

## Szilszakáll a regényben
|  | Alább a cselekmény részletei következnek! |

Szilszakáll először A Gyűrűk Ura: A két torony Szilszakáll című fejezetében szerepel. Trufa és Pippin az őket fogva tartó uruk-hai csapattól menekül a rohírok és az orkok ütközetét kihasználva. Útjuk a Fangorn erdő szélére viszi őket. Éppen megpihennének egy dombon, amikor találkoznak Szilszakállal.
Eleinte nem rokonszenvezik Szilszakáll a hobbitokkal, és ők sem vele. Azonban Szilszakáll mottója, hogy "Ne legyünk hamariak!", ezért nem alkot rögtön véleményt Trufáról és Pippinről. Szilszakáll először nem tudja megállapítani, melyik fajhoz tartoznak Trufáék. Az ent egy mondóka segítségével rendes körülmények között be tudná azonosítani az összes élőlényt, azonban a hobbitok kimaradtak belőle. Ennek ellenére Szilszakáll elhiszi a félszerzeteknek, hogy hobbitok, és a Megyéből jöttek, mert valóban nem hasonlítanak sem orkra, sem más lényre annyira, hogy ahhoz a fajhoz tartozzanak. Ezért az ent fel is veszi a hobbitokat a "listájára".
Miután kiderül, hogy a hobbitok is, és Szilszakáll is ismeri Gandalfot, az ent és a hobbitok viszonya még barátságosabbra fordul, azonban a fák pásztorát lesújtja Gandalf halálhíre, mert szerinte már csak ő volt az egyetlen mágus, aki gondol a fákra is. Szilszakáll sérelmezi, hogy a fontos személyek elfelejtik a fákat és az enteket, leginkább azonban Szarumánt ítéli el. Egykor ő is törődött az erdővel, de elárulta Fangornt, mert orkokat küld az erdőbe fáért. Az enteket nagyon magára haragította ezzel Szarumán, ezért az erdő veszélyessé vált. Szilszakáll elmondja, hogy egyre kevesebb az "enting" (ent-gyerek), ezért az entek kora hanyatlik, és egyre több ent válik hasonlóvá a fákhoz. Az ilyen entek még veszélyesebbek. Az ent mesél a hobbitoknak az ent-asszonyokról is, akiket elvesztettek, és valószínűleg sosem fogják őket megtalálni.
Az ent lakhelyére is elviszi  a hobbitokat, ahol az ent-tanácsig pihenhetnek. Ent-vízzel is megitatja őket, feltehetőleg ezért lett a két hobbit a legmagasabb félszerzet, aki valaha élt.
Szilszakáll összehívja az ent-tanácsot, ami három napig tart, mert nyelvükön, az óent nyelven nagyon sokáig tart elmondani bármit is. Pippin és Trufa nem vesz részt a tanácson, nagyrészt azért, mert nem értenék az entek beszédét, és monotonitása miatt unnák is azt. A tanácsban Szilszakáll megmondja Pippin és Trufa nevét az enteknek, és elismerik róluk, hogy hobbitok. Azt is elhatározzák, hogy megtámadják Vasudvardot, mert Szarumán orkjai jelentős pusztítást végeztek a Fangorn erdőben.
Szilszakáll a többi ent segítségével áttöri a Vas-folyó gátját, így a hosszú ostrom végén végül az enteknek sikerül elárasztani Vasudvardot. Szarumán és Kígyónyelv Orthancban rekednek, tehát az entek mengnyerték a csatát. A víz elmosta Szarumán gonosz szerkezeteit és betemette a csúf gödröket is.
Szilszakállal legközelebb A király visszatérben találkozunk: az ent találkozik a Gyűrű Szövetségének életben maradt tagjaival, és Galadriellel és Celebornnal is. Szilszakáll megengedi Legolasnak, hogy Gimlivel bemenjen egyszer a Fangorn erdőbe, bár eleinte nem örül annak, hogy valaki, aki fejszét hord, be szeretne menni az erdőbe. Azonban Legolas megnyugtatja, hogy Gimli csak orkokat öl a fejszéjével, a fákat nem bántja. A találkozáskor Szilszakáll elmondja Gandalfnak, hogy az entek végül megszánták Szarumánt, és  szolgájával, Kígyónyelvvel szabadon engedték. Szilszakáll azt is elmeséli, milyen tervei vannak Vasudvarddal: új fákat szeretne telepíteni, és vissza akarja állítani Vasudvard eredeti állapotát.
|  | Itt a vége a cselekmény részletezésének! |

## Szilszakáll a regény adaptációiban
Szilszakáll Peter Jackson A Gyűrűk Ura filmtrilógiájában zöldes színű, magas, megjelenésben fához hasonló lény. A filmben Szilszakállt számítógépes effektek (CGI) és egy emelőgépezet segítségével alkották meg. Azért volt szükség CGI mellett gépre is, hogy a Pippint játszó Billy Boydot és a Trufát játszó Dominic Monaghant fel tudják a vállára tenni.
|  | Alább a cselekmény részletei következnek! |

A két toronyban Pippin és Trufa először akkor találkozik vele, amikor egy ork elől a Fangorn erdőbe menekülnek. Pippin felmászik Szilszakállra, hogy megmeneküljön az őt üldöző ork elől. A hobbit először azt hiszi az entről, hogy egy fa: nagy rémületére azonban Szilszakáll felébred álmából. Az ent felkapja Trufát is, és megszorongatja őket, mert úgy gondolja, apró orkokkal találkozott. Pippin és Trufa azonban arról győzködi őt, hogy hobbitok a Megyéből. Mivel Szilszakáll sem hobbitokról, sem a Megyéről nem hallott, a "Fehér Mágust" kérdezi meg arról, igazat beszél-e a két félszerzet. A Fehér Mágusról később kiderül, hogy a halálból visszatért Gandalf. A filmtrilógiában Szilszakáll elviszi Trufát és Pippint az ent-tanácsba, ahol úgy döntenek, hogy nem avatkoznak be a Gyűrűháborúba. A hobbitokat ki akarja tenni az ent az erdő északi oldalán, amikor Pippin ráveszi, hogy inkább a déli szélén tegye ki őket, mert "minél közelebb a vész, annál távolabb a baj". Az erdő szélére érve Szilszakáll szembesül Szarumán pusztításával, és magához hívja ent társait. Azonnali támadást rendel el Vasudvard ellen. Sziklákat hajítanak Vasudvard orkjaira, végül átszakítják a Vas-folyó gátját, megbénítva Vasudvard haderő-utánpótlását.
Szilszakáll A két torony bővített változatában átveszi a filmtrilógiából kimaradt Bombadil Toma szerepét: például megvédi Trufát és Pippint egy fától, ami bekebelezte őket; hasonló esemény történt a két hobbittal a regény Öregerdő című fejezetében. A bővített változatban Szilszakáll azt is elmeséli, miként vesztették el az entek az ent-asszonyokat.
Szilszakáll a filmtrilógia A király visszatér című részében is szerepel: akkor találkozik vele Gandalf, Aragorn, Legolas, Gimli, Éomer és Théoden, amikor Vasudvardba mennek, hogy megkeressék Trufát és Pippint, illetve beszéljenek Szarumánnal. Az ent elmondja, hogy a mágus nem jön ki a tornyából, megostromolni pedig nem tudják azt. Szilszakáll veszi észre Pippin után először a palantírt is, miután az kiesik Szarumán zsebéből.
|  | Itt a vége a cselekmény részletezésének! |